# オクジャ/okja
『オクジャ/okja』（英: Okja、朝: 옥자）は、2017年に配信された韓国とアメリカ合衆国の合作によるアクション・アドベンチャー映画。監督・脚本はポン・ジュノ、共同脚本はジョン・ロンソン。出演はアン・ソヒョン、ティルダ・スウィントン、ポール・ダノ、ジェイク・ジレンホール、ピョン・ヒボン、スティーヴン・ユァン、リリー・コリンズ、シャーリー・ヘンダーソン、デヴォン・ボスティック、ジャンカルロ・エスポジートら。
第70回カンヌ国際映画祭では、『マイヤーウィッツ家の人々 (改訂版)』（ノア・バームバック監督）と共にNetflix配信作品としては初めてメインコンペティション部門に出品され、パルム・ドールを争った。2017年6月28日よりNetflixにて配信開始。

## ストーリー

### 『スーパーピッグ』オクジャと少女ミジャ
チリで発見されたという子ブタの『スーパーピッグ』を世界各国で育成するコンテストを大企業であるミランド社が開いた。
その1匹であるオクジャは、韓国の山中で少女ミジャとその祖父ヒボンらによって育てられていた。
オクジャはミジャとの間に信頼関係があるだけでなくかしこい。ミジャが話しかけたことをオクジャは理解しているような様子があったり、
また崖から落ちかけたミジャを機転を利かせて助けたりするほどであった。
オクジャはコンテストの優勝者としてニューヨークにあるミランド本社に送られるはずであった。ヒボンらはお金を払ってミランド社から買い取りすることを望んだがその要望は拒否された。ヒボンはそのことをオクジャが輸送される直前まで明かさなかった。ヒボンはミジャにオクジャのために用意したお金で買った純金製の子豚を渡し、オクジャのことをあきらめるように諭す。

### オクジャ奪還目指すがテロ組織に巻き込まれる
ミジャはオクジャを取り返すためにミランドのソウル支社に向かう。ただ、オクジャはニューヨークへ向けてトラックで輸送される。そのトラックに飛び乗って追いかけるミジャだが、その途中で動物愛護団体のALFがオクジャを奪い取ろうとする。その混乱に乗じてミジャはオクジャを連れ出して逃げ出す。途中でALFはミジャに対してオクジャを逃すことが目的なのでお互いに協力することを持ちかける。
ALFのリーダージェイは同組織の翻訳者のケイを通じてオクジャを連れ出した目的を伝える。ミランダ社の遺伝子操作のための研究所の秘密をオクジャに盗撮装置をとりつけて暴きたいという。そのためにはオクジャをいったんアメリカに送る必要があるが問題がないか、とジェイはミジャに聞く。ミジャは拒否するが、ケイが意図的に誤って同意していると伝える。のちにこの件でALFを追放される。盗撮装置を取り付けられたオクジャはミランダ社に返されて予定通りニューヨークに移送された。

### ニューヨークでのオクジャ奪還劇
ミランド社CEOはALFのテロに巻き込まれたことで会社の評判が落ちることを恐れている。人気回復のためにミジャを広告塔としてニューヨークに招くことにする。
オクジャはALFの目論見通りにミランド社の研究施設に行き研究所の録画に成功した。研究所では遺伝子操作で生まれたたくさんの『スーパーピッグ』がいた。
スーパーピッグコンテストが開催されるが、その場でALFはミランド社の研究所について映像を流して暴露するとともにコンテストを混乱に陥れる。ALFはオクジャを連れ戻そうとするが失敗しミジャとともにミランド社側に拘束される。この混乱のためにミランド社の実権はCEOのルーシーから前CEOだった姉のナンシーに移る。そしてルーシーの施策について後始末をするため、すべての『スーパーピッグ』を処分しようとする。ジェイとミジャはケイに救出されて、研究所にいるオクジャの救出に向かう。
研究所でオクジャを見つけ出したが処分される直前であった。その場にナンシーが立ち会っておりどの豚も例外なく処分するように命令を下したが、ミジャは持っていた金の豚と引き換えにオクジャを生きたまま買い取ることに成功する。帰り際に1匹の小さな『スーパーピッグ』を連れて故郷に帰った。

## キャスト
ミジャ
演 - アン・ソヒョン（日本語吹替：美山加恋）
韓国の山村でオクジャと暮らす少女。健気にオクジャを守ろうとする農家の娘。
ルーシー・ミランド / ナンシー・ミランド
演 - ティルダ・スウィントン（日本語吹替：井上喜久子）
多国籍企業ミランド社の現CEOと前CEOの双子。
ジェイ
演 - ポール・ダノ（日本語吹替：林勇）
ALF（Animal Liberation Front）のリーダー。
ジョニー・ウィルコックス博士
演 - ジェイク・ジレンホール（日本語吹替：高橋広樹）
ミランド社の公式キャラクターを務める動物学者。
ヒボン
演 - ピョン・ヒボン
ミジャの祖父。
ケイ
演 - スティーヴン・ユァン（日本語吹替：大泊貴揮）
ALFのメンバー。ミジャとの通訳担当。
レッド
演 - リリー・コリンズ
ALFのメンバー。
ムンド・パーク
演 - ヨン・ジェムン
ジェニファー
演 - シャーリー・ヘンダーソン（日本語吹替：かないみか）
ミランド社の社員、ルーシーのアシスタント。
ブロンド
演 - ダニエル・ヘンシュオール
ALFのメンバー。
シルバー
演 - デヴォン・ボスティック
ALFのメンバー。
キム
演 - チェ・ウシク
ミランド社の社員。ドライバーを務める。
フランク・ドーソン
演 - ジャンカルロ・エスポジート（日本語吹替：堀内賢雄）
ミランド社の幹部。
※その他の日本語吹き替え：遠藤航／ふしだりほ／川原元幸／岸本望／北島善紀／宮本誉之／長野伸二／奥村翔／櫻庭有紗／須田祐介／田中杏沙
※日本語版スタッフ：演出：簑浦良平、翻訳：大嶋えいじ、制作：ブロードメディア・スタジオ

## 製作
2015年、ポン・ジュノの次回作は韓国人の女性主人公と英語を話す脇役が登場し、ニューヨークが舞台となるモンスター映画『Okja』であることが発表された。2011年11月10日、NetflixとプランBエンターテインメントが5000万ドルの予算で2016年末か2017年公開に向けて製作することが発表された。2016年2月、ダリウス・コンジが撮影監督を務めることが報じられた。2016年3月、リリー・コリンズが主要キャラクターの1人を演じることが発表された。
主要撮影は2016年4月22日に韓国のソウルで始まった。2016年7月31日、カナダのブリティッシュコロンビア州バンクーバーに移って撮影が行われた。
本作で描かれている自然の描写は宮崎駿作品に影響があるとポンは公言。『未来少年コナン』の女の子版だと考えたことがあると発言している。また、オクジャを世界にお披露目するニューヨークでのパレードは押井守監督の『イノセンス』をイメージしていたと語る。他に、ジョージ・ミラー監督の農場から都会へ旅する子豚を描いた『ベイブ/都会へ行く』などの影響もあると語っている。

## 公開
ワールドプレミアは2017年5月に第70回カンヌ国際映画祭で行われた。Netflixでの配信は2017年6月28日より開始された。

## その他・エピソード
- 作中に登場する「ALF（Animal_Liberation_Front）」は実在する組織である。
- 本作は第70回カンヌ国際映画祭にコンペティション部門に出品されたが、フランスでの劇場公開が確約されなかったことによる現地興行界からの反発や、審査員長を務めた映画監督のペドロ・アルモドバルが記者の質問に対する形で「個人的には、劇場公開される予定のない映画は、最高賞パルム・ドールのみならず、他のどんな賞を受賞するべきではないと考える」との発言をするなど、波紋を呼んだ（アルモドバルは後に自らの発言を撤回し、公正な審査を行うと宣言してポン監督に謝罪したという。）[14][15][16][17]。主催者側は「コンペティション部門に出品される作品はフランス国内で劇場公開された作品でなければならない」という規定を来年度より適用すると発表した[18]。